# آندریاس فون آنتروپوف
آندریاس فون آنتروپوف (روسی: Андрей Романович Антропов ; ۱۶ اوت ۱۸۷۸، تالین، امپراتوری روسیه - ۲ ژوئن ۱۹۵۶، بن) دانشمند شیمیدان روسی (متولد استونیایی) و آلمانی، استاد دانشگاه بن و معروف است که اصطلاح " نوترونیوم " را ابداع کرده است و در سال ۱۹۲۶ جدول تناوبی جایگزین عناصر را به‌طور موقت و پرکاربرد توسعه داد.
پدرش رومن فون آنتروفوف، وکیل و صاحب یک خانه مسکونی و مادرش سوفی امیلی فون آنتروفوف بود. آنتروپوف چهار برادر و یک خواهر داشت.